# 次梯度法
次梯度法是求解凸函数最优化（凸优化）问题的一种迭代法。次梯度法能够用于不可微的目标函数。当目标函数可微时，对于无约束问题次梯度法与梯度下降法具有同样的搜索方向。
虽然在实际的应用中，次梯度法比内点法和牛顿法慢得多，但是次梯度法可以直接应用于更广泛的问题，次梯度法只需要很少的存储需求。然而，通过将次梯度法与分解技术结合，有时能够开发出问题的简单分配算法。

## 基本次梯度算法
记{\displaystyle f:\mathbb {R} ^{n}\to \mathbb {R} }为定义在{\displaystyle \mathbb {R} ^{n}}上的凸函数。次梯度算法使用以下的迭代格式
{\displaystyle x^{(k+1)}=x^{(k)}-\alpha _{k}g^{(k)}\ }
其中{\displaystyle g^{(k)}}表示函数{\displaystyle f\ }在{\displaystyle x^{(k)}\ }的次梯度.  如果  {\displaystyle f\ }可微，他的次梯度就是梯度向量{\displaystyle \nabla f}
，有时{\displaystyle -g^{(k)}}不是函数{\displaystyle f\ }在{\displaystyle x^{(k)}}处的下降方向。因此采用一系列可能的{\displaystyle f_{\rm {best}}\ }来追踪目标函数的极小值点，即
{\displaystyle f_{\rm {best}}^{(k)}=\min\{f_{\rm {best}}^{(k-1)},f(x^{(k)})\}}。

### 步长的选取
次梯度方法有许多可采用的步长。以下为5种能够保证收敛性的步长规则
- 恒定步长，{\displaystyle \alpha _{k}=\alpha }。
- 恒定间隔，{\displaystyle \alpha _{k}=\gamma /\lVert g^{(k)}\rVert _{2}}，得出{\displaystyle \lVert x^{(k+1)}-x^{(k)}\rVert _{2}=\gamma }。
- 步长平方可加，但步长不可加，即步长满足

{\displaystyle \alpha _{k}\geq 0,\qquad \sum _{k=1}^{\infty }\alpha _{k}^{2}<\infty ,\qquad \sum _{k=1}^{\infty }\alpha _{k}=\infty }。
- 步长不可加但步长递减，即步长满足

{\displaystyle \alpha _{k}\geq 0,\qquad \lim _{k\to \infty }\alpha _{k}=0,\qquad \sum _{k=1}^{\infty }\alpha _{k}=\infty }。
- 间隔不可加但间隔递减，即{\displaystyle \alpha _{k}=\gamma _{k}/\lVert g^{(k)}\rVert _{2}}，其中

{\displaystyle \gamma _{k}\geq 0,\qquad \lim _{k\to \infty }\gamma _{k}=0,\qquad \sum _{k=1}^{\infty }\gamma _{k}=\infty }。注意：上述步长是在算法执行前所确定的，不依赖于算法运行过程中产生的任何数据。这是与标准梯度下降法的显著区别。

### 收敛结果
对于恒定间隔的步长以及恒定步长，次梯度算法收敛到最优值的某个邻域，即
{\displaystyle \lim _{k\to \infty }f_{\rm {best}}^{(k)}-f^{*}<\epsilon }。基本次梯度算法的性能较差，因此一般的优化问题并不推荐使用。

## 有约束最优化

### 投影次梯度算法
次梯度法的一个扩展版本是投影次梯度法，该方法用于求解有约束最优化问题
最小化{\displaystyle f(x)\ \quad x\in {\mathcal {C}}}
其中{\displaystyle {\mathcal {C}}}为凸集。投影次梯度算方法的迭代公式为
{\displaystyle x^{(k+1)}=P\left(x^{(k)}-\alpha _{k}g^{(k)}\right)}
其中{\displaystyle P}是在{\displaystyle {\mathcal {C}}}上的投影，{\displaystyle g^{(k)}}是在点{\displaystyle x^{(k)}}处{\displaystyle f\ }的次梯度。

### 一般约束问题
次梯度法可扩展到求解不等式约束问题
最小化{\displaystyle f_{0}(x)\quad f_{i}(x)\leq 0,\quad i=1,\dots ,m}
其中{\displaystyle f_{i}}为凸函数。该算法与无约束优化问题具有相同的形式
{\displaystyle x^{(k+1)}=x^{(k)}-\alpha _{k}g^{(k)}\ }
其中{\displaystyle \alpha _{k}>0}是步长，{\displaystyle g^{(k)}}是目标函数或约束函数在{\displaystyle x}处的次梯度
{\displaystyle g^{(k)}={\begin{cases}\partial f_{0}(x)&{\text{ if }}f_{i}(x)\leq 0\;\forall i=1\dots m\\\partial f_{j}(x)&{\text{ for some }}j{\text{ such that }}f_{j}(x)>0\end{cases}}}
其中{\displaystyle \partial f}代表{\displaystyle f\ }的次微分。如果当前点为可行点，算法采用目标函数的次梯度，否则采用任一违反约束的函数的次微分。